# Jeunesse laïque de Bourg-en-Bresse 2023-2024
Questa voce raccoglie le informazioni riguardanti il Jeunesse laïque de Bourg-en-Bresse nelle competizioni ufficiali della stagione 2023-2024.

## Stagione
La stagione 2023-2024 del Jeunesse laïque de Bourg-en-Bresse è la 15ª nel massimo campionato francese di pallacanestro, la Pro A.

## Roster
Aggiornato al 22 marzo 2024.
| JL Bourg-en-Bresse 2023-24 | JL Bourg-en-Bresse 2023-24 |
| Giocatori                  | Staff tecnico              |
| -------------------------- | -------------------------- |

| N. | Naz.                                         | Ruolo | Nome               | Anno | Alt.   | Peso   |  |
| -- | -------------------------------------------- | ----- | ------------------ | ---- | ------ | ------ |  |
| 1  | Stati Uniti (bandiera)                       | P     | JeQuan Lewis       | 1994 | 185 cm | 82 kg  |  |
| 2  | Stati Uniti (bandiera)                       | G     | Bryce Brown        | 1997 | 190 cm | 90 kg  |  |
| 3  | Bielorussia (bandiera)                       | AG    | Maksim Salaš       | 1996 | 207 cm | 100 kg |  |
| 5  | Francia (bandiera)                           | P     | Hugo Benitez       | 2001 | 191 cm | 84 kg  |  |
| 7  | Francia (bandiera)                           | A     | Maxime Courby (C)  | 1990 | 200 cm | 93 kg  |  |
| 10 | Francia (bandiera)                           | AP    | Zaccharie Risacher | 2005 | 207 cm | 93 kg  |  |
| 11 | Francia (bandiera)                           | C     | Bodian Massa       | 1997 | 210 cm | 100 kg |  |
| 16 | Belgio (bandiera) · Francia (bandiera)       | A     | Ayuba Bryant       | 2005 | 203 cm |        |  |
| 17 | Francia (bandiera)                           | C     | Moulaye Sow        | 2003 | 206 cm |        |  |
| 18 | Francia (bandiera)                           | P     | Victor Maury       | 2004 | 186 cm |        |  |
| 18 | Francia (bandiera)                           | P     | Léon Sifferlin     | 2006 | 196 cm |        |  |
| 19 | Francia (bandiera)                           | P     | Anatole Humeau     | 2005 | 192 cm |        |  |
| 20 | Stati Uniti (bandiera)                       | GA    | Jeremy Morgan      | 1995 | 198 cm | 88 kg  |  |
| 22 | Stati Uniti (bandiera) · Bulgaria (bandiera) | P     | E.J. Rowland       | 1983 | 188 cm | 86 kg  |  |
| 23 | Nigeria (bandiera)                           | C     | Godwin Omenaka     | 2000 | 205 cm | 102 kg |  |
| 24 | Canada (bandiera)                            | AG    | Isiaha Mike        | 1997 | 202 cm | 98 kg  |  |
| 34 | Francia (bandiera) · Angola (bandiera)       | C     | Kevin Kokila       | 2001 | 204 cm |        |  |
| 83 | Francia (bandiera)                           | P     | Axel Julien        | 1992 | 184 cm | 83 kg  |  |
| -  | Serbia (bandiera)                            | AC    | Danilo Dozić       | 2005 | 206 cm |        |  |
| -  | Francia (bandiera)                           | AG    | Benali Hanifi      | 2004 | 204 cm |        |  |

| Allenatore                                                                                             |
| - Frédéric Fauthoux                                                                                    |
| Assistente/i                                                                                           |
| - Jean-Baptiste Lecrosnier - Boban Savović Legenda - (C) Capitano - (IN) Inattivo - Infortunato Roster |

## Mercato

### Sessione estiva
| Acquisti | Acquisti           | Acquisti             | Acquisti   | Acquisti |
| R.a      | Nome               | da                   | Modalità   |          |
| -------- | ------------------ | -------------------- | ---------- | -------- |
| P        | JeQuan Lewis       | Rostock Seawolves    | svincolato |          |
| G        | Bryce Brown        | W.M. Szczecin        | svincolato |          |
| GA       | Jeremy Morgan      | Telekom Bonn         | svincolato |          |
| AP       | Zaccharie Risacher | ASVEL                | prestito   |          |
| AG       | Isiaha Mike        | Scarborough S. Stars | svincolato |          |
| AG       | Maksim Salaš       | Nižnij Novgorod      | svincolato |          |
| C        | Bodian Massa       | Strasburgo           | svincolato |          |
| C        | Godwin Omenaka     | Körmend              | svincolato |          |

| Cessioni | Cessioni           | Cessioni             | Cessioni       | Cessioni |
| R.       | Nome               | a                    | Modalità       |          |
| -------- | ------------------ | -------------------- | -------------- | -------- |
| P        | Elian Benitez      | Rueil                | fine contratto |          |
| P        | Jordan Floyd       | Bursaspor            | fine contratto |          |
| PG       | Frantz Massenat    |                      | ritirato       |          |
| G        | Hugo Cucherat      | Andrézieux-Bouthéon  | fine contratto |          |
| G        | James Palmer       | Türk Telekom         | fine contratto |          |
| AG       | Alexandre Chassang | Limoges CSP          | fine contratto |          |
| AG       | Maxime Galin       | Provence             | fine contratto |          |
| AG       | Isiaha Mike        | Scarborough S. Stars | fine contratto |          |
| AG       | Bryson Williams    | L.A. Clippers        | fine contratto |          |
| AC       | Pierre Pelos       | Gran Canaria         | fine contratto |          |
| C        | Amida Brimah       | Denver Nuggets       | fine contratto |          |

### Dopo l'inizio della stagione
| Acquisti | Acquisti     | Acquisti   | Acquisti       | Acquisti   |
| R.       | Nome         | da         | Data           | Modalità   |
| -------- | ------------ | ---------- | -------------- | ---------- |
| P        | E.J. Rowland | Free agent | 7 ottobre 2022 | svincolato |

| Cessioni | Cessioni       | Cessioni | Cessioni         | Cessioni    |
| R.       | Nome           | a        | Data             | Modalità    |
| -------- | -------------- | -------- | ---------------- | ----------- |
| C        | Godwin Omenaka | Nancy    | 22 febbraio 2024 | rescissione |